# Ferdinand II de' Medici
Ferdinand II av Medici, född 14 juli 1610, död 23 maj 1673, var en toskansk storhertig.
Ferdinand efterträdde 1621 sin far Cosimo II de' Medici under sin mors, ärkehertiginnan Maria Magdalenas förmyndarskap. 1643-44 förde han tillsammans med Venedig, Parma och Modena ett dyrbart krig mot Kyrkostaten, köpte 1633 grevskapet Santa Fiora av huset Sforza och 1650 Pontremoli av Spanien.